# Antonio Scotti

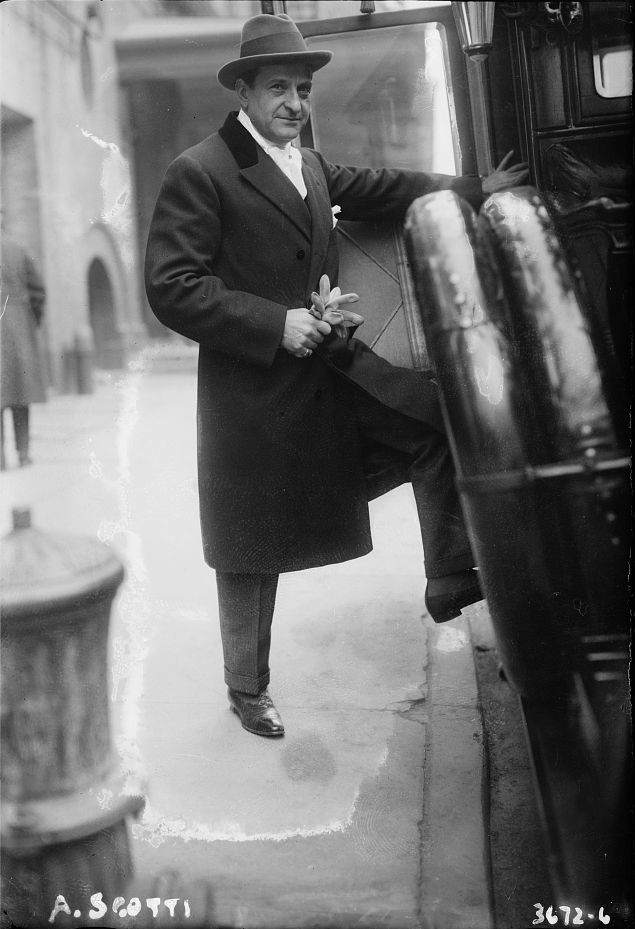
Scotti en 1915

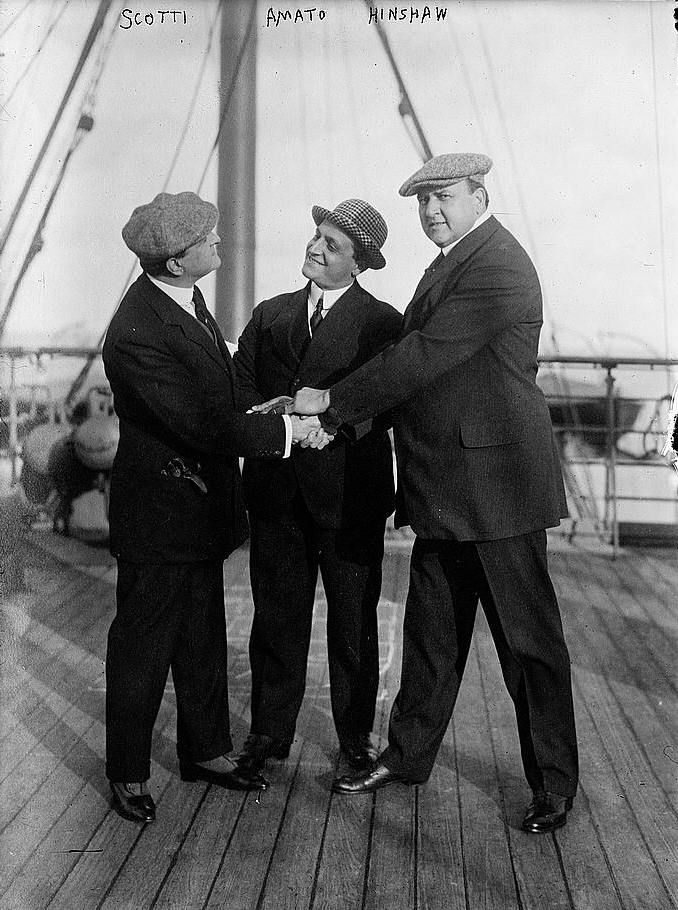
Antonio Scotti, Pasquale Amato y William Hinshaw a bordo del SS George Washington el 29 de octubre de 1912

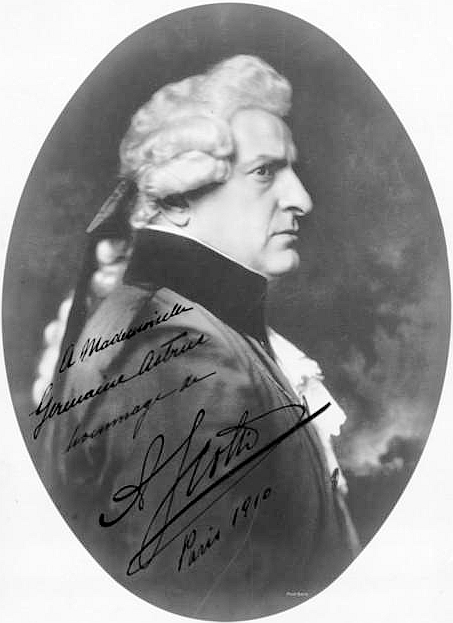
Scotti en 1910 caracterizado para una función operística

Antonio Scotti (25 de enero de 1866 - 26 de febrero de 1936) fue un barítono italiano. Artista principal de la Ópera Metropolitana de Nueva York durante más de 33 temporadas, a lo largo de su carrera también cantó con gran éxito en la Royal Opera House de Londres, en el Covent Garden y La Scala de Milán.

## Semblanza
Antonio Scotti nació en Nápoles, Italia. Su familia quería que ingresara al sacerdocio, pero su vocación por el canto le llevó a iniciar una carrera en la ópera. Recibió su formación vocal temprana de Esther Trifari-Paganini y de Vincenzo Lombardi. Según la mayoría de las fuentes, debutó en el Teatro Real de Malta en 1889, interpretando el papel de Amonasro en la ópera Aida, de Giuseppe Verdi. Siguieron compromisos en distintos escenarios de ópera italianos y más tarde adquirió una valiosa experiencia gracias a sus actuaciones en España, Portugal, Rusia y América del Sur (Buenos Aires de 1891 a 1894 y nuevamente en 1897, Río de Janeiro en 1893 y Chile en 1898. También se presentó en Montevideo).
En 1898, debutó en el teatro de ópera más famoso de Italia, La Scala de Milán, como Hans Sachs en Die Meistersinger. Mirando hacia atrás, este papel no deja de parecer una elección sorprendente para Scotti, porque su carrera posterior no abarcó las óperas de Richard Wagner.
El debut estadounidense de Scotti tuvo lugar en el otoño de 1899, cuando cantó en Chicago.
El 27 de diciembre de 1899 hizo su primera aparición en la ciudad de Nueva York en la Metropolitan Opera, asumiendo el papel principal en Don Giovanni de Mozart. Se convertiría en el favorito de la audiencia en el Met, ganando elogios por su elegante interpretación de las piezas de bel canto de Donizetti, así como por el toque de distinción que aportó a sus papeles más contundentes en las obras de Verdi de estilo verista.
Se presentó en el Covent Garden de Londres por primera vez en 1899, cantando Don Giovanni. Antes de la Primera Guerra Mundial, reapareció en la capital británica en numerosas ocasiones.
En 1901, tras su actuación en el Met, se convirtió en el primer artista en cantar en América el papel de Scarpia en Tosca, de Giacomo Puccini. Así mismo, apareció en los estrenos estadounidenses de Adriana Lecouvreur de Francesco Cilea, Le donne curiose de Ermanno Wolf-Ferrari, Fedora de Umberto Giordano, L'Oracolo de Franco Leoni y Messaline de Isidore de Lara. Scotti también cantó en el Met distintos pasajes de personajes para barítono convencionales, como Rigoletto, Malatesta, Belcore, Iago, Falstaff, Marcello y Sharpless, además de Don Giovanni y Scarpia. A menudo actuó junto a su íntimo amigo Enrico Caruso y apareció con el ilustre tenor cuando hizo su debut en el Met como duque de Mantua en Rigoletto en 1903. Scotti compartió el escenario con quince Toscas diferentes a lo largo de su larga carrera en la ópera neoyorkina.
En 1912, la llegada de Scotti a los Estados Unidos con Pasquale Amato y William Hinshaw para su siguiente temporada en el Met recibió una amplia cobertura periodística.
Actuó en la Royal Opera House, Covent Garden, de forma regular hasta 1910, con apariciones adicionales en la temporada 1913-1914. Durante este período, se convirtió no solo en el primer Scarpia en Londres, sino también en el primer Sharpless en Madama Butterfly (en 1900 y 1905 respectivamente), que también presentó en el Met en 1907. En 1917, fue elegido miembro honorario de Phi Mu Alpha Sinfonia, la fraternidad estadounidense de músicos masculinos, en el Conservatorio de Música de Nueva Inglaterra.
Actuó en París en la Opéra Comique cantando Tosca (en 1904, con Emma Eames y Emilio De Marchi, y el director Cleofonte Campanini; y en 1910, con Farrar y Beyle, a las órdenes del joven y luego prominente director Gino Marinuzzi). En 1910 en el Theatre du Châtelet con el conjunto Metropolitan, Scotti cantó Falstaff dirigido por Arturo Toscanini y en la Ópera, en una función de gala, el tercer acto de La bohème con Caruso y Farrar.
En 1908, cantó en Salzburgo en Don Giovanni, con Lilli Lehmann (Donna Ana), Johanna Gadski (Donna Elvira), y Geraldine Farrar (Zerlina), bajo la dirección de Karl Muck.
Formó su propia compañía de cantantes en 1919, llamándola, naturalmente, Scotti Opera Company. La gestionó durante varias temporadas mientras recorría los Estados Unidos. Celebró su 25 aniversario con el Met el 1 de enero de 1924, con una presentación de gala de Tosca. En la década de 1930, la voz de Scotti había disminuido considerablemente, pero mantuvo su lugar en la lista de cantantes del Met debido a su sobresaliente habilidad teatral. Su última aparición en el Met se produjo el 20 de enero de 1933, cuando cantó Chim-Fen en L'Oracolo, papel que había creado en 1905.
Tras su jubilación, Scotti regresó a Italia para retirarse allí. Murió en Nápoles en 1936, a los 70 años de edad.

## Grabaciones y características vocales
Se puede escuchar a Scotti cantando fragmentos de la música de Scarpia en parte de una emocionante interpretación de Tosca que se registró en vivo en el Met, en una tenue y crepitante grabación fonográfica realizada sobre Cilindros Mapleson en 1903. Está acompañado por la soprano Emma Eames y el tenor Emilio De Marchi, con la dirección de Luigi Mancinelli.
También realizó visitas intermitentes a estudios de grabación comerciales desde 1902 hasta el estallido de las hostilidades en Europa en 1914. Los discos que grabó para la British Gramophone and Typewriter Company, la American Victor Talking Machine Company y la Columbia Phonograph Company, se han reeditado en CD, con distintas arias y algunos dúos y conjuntos de ópera con Caruso, Marcella Sembrich, Geraldine Farrar y otras cantantes. Estos registros de Scotti confirman que era un cantante elegante, técnicamente preparado y aristocrático. Su voz no era especialmente grandiosa ni resonante; pero tenía un tono firme y suave y era preciso en la ejecución de difíciles ornamentos vocales.
Una persona llamativa y extrovertida dentro y fuera del escenario, era un experto en retratar personajes tanto dramáticos como cómicos.

## Algunos papeles notables de Scotti
- Barón Scarpia, Tosca
- Chim-Fen, L'Oracolo
- Rigoletto, Rigoletto
- Iago, Otello
- Posa, Don Carlo
- Don Giovanni, Don Giovanni
- Amonasro, Aida
- Dr. Malatesta, Don Pasquale
- Belcore, L'elisir d'amore
- Falstaff, Falstaff
- Marcello, La bohème
- Sharpless, Madama Butterfly

## Lecturas relacionadas
- David Ewen, Encyclopedia of the Opera.
- John Steane, The Grand Tradition.
- Michael Scott, The Record of Singing (Volumen Uno).
- Harold Rosenthal and John Warrack, The Concise Oxford Dictionary of Opera (segunda edición).
- Alan Blyth, liner notes for Antonio Scotti, Pearl compact disc, GEMM CD 9937.
- Jean-Pierre Mouchon, "Le baryton Antonio Scotti" and "Discographie d'Antonio Scotti" in Étude N° 22, April–June 2003, pp. 4–11 (Association internationale de chant lyrique "Titta Ruffo", Marseilles, France).
- Roberto Caamaño: "La Historia del Teatro Colón" (Volumen Uno)
- Annals of the Metropolitan Opera: The complete chronicle of performances and artists.
- L'Avant Scene Opera Nº 24 Don Giovanni.
- Mario Cánepa Guzmán: La Opera en Chile.
- Edgar de Brito Chaves (jr.): La ópera en el viejo teatro Lyrico de Río (in Ayer y Hoy de la Opera Nª 1, Buenos Aires Nov. 1977)